# SIG Sauer P228

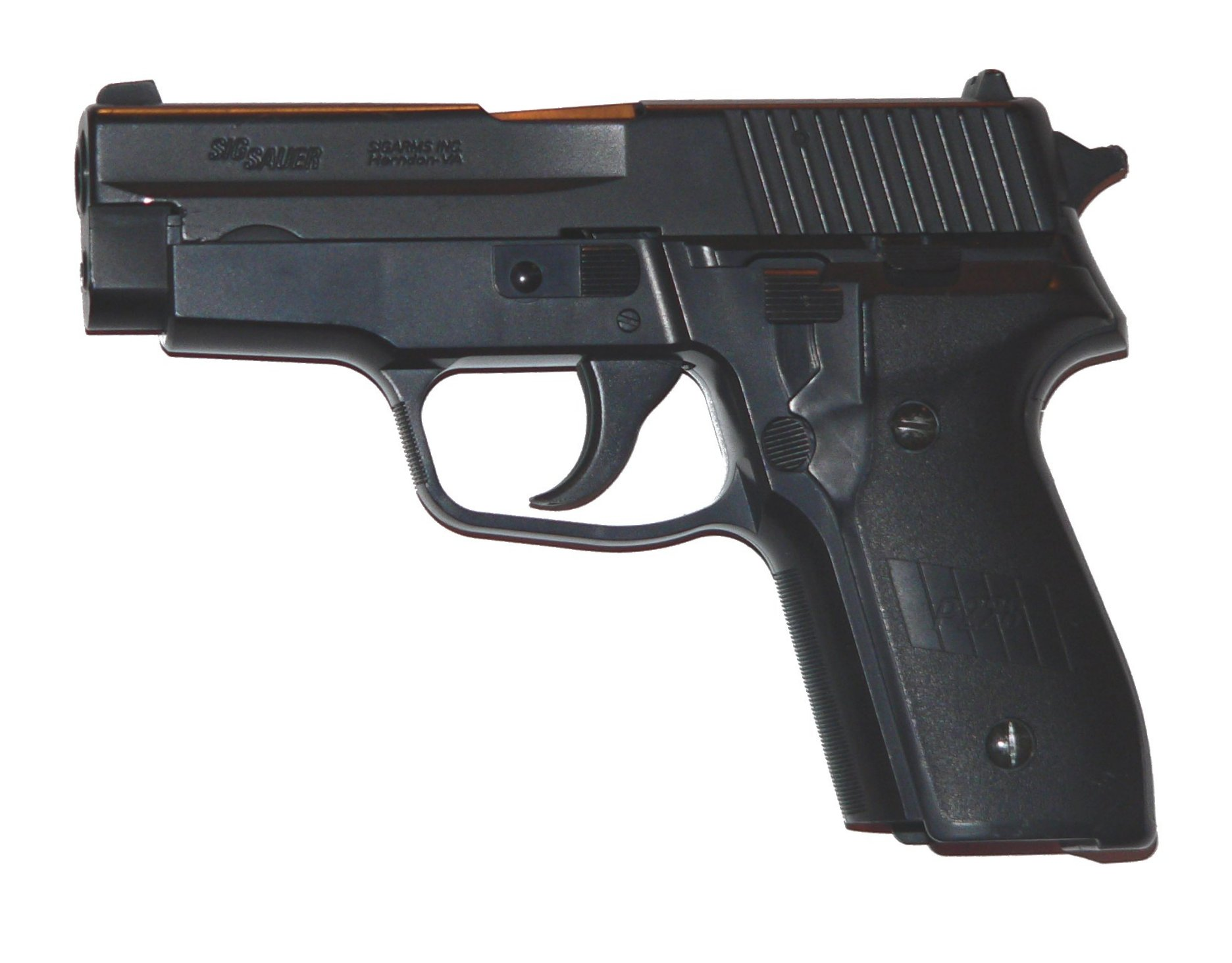
P228 (aus US-Fertigung)

Die SIG Sauer P228 ist eine kompakte Selbstladepistole des Waffenherstellers SIG Sauer im Kaliber 9 mm Luger.

## Technik und Verwendung
Sie wurde aus dem Modell SIG Sauer P226 entwickelt und von den US-Streitkräften unter der Bezeichnung M11 eingeführt. Von der P226 unterscheidet sie sich durch ihren kürzeren Lauf und Verschluss sowie das geringere Gewicht.
Als SIG Sauer P229 wird ein Modell mit geändertem Schlitten vertrieben. Der Schlitten der P228 ist aus geschmiedetem Karbonstahl gefertigt, während die P229 einen Verschluss aus Edelstahl hat. Die P229 verfügt über identische Maße wie die P228, ist jedoch etwas schwerer. Die P229 ist außerdem zusätzlich zu 9 × 19 mm in den Kalibern .357 SIG und .40 S&W erhältlich.